# Knittelfeld
Knittelfeld é uma cidade da Áustria, situada no distrito de Murtal, no estado da Estíria. Tem 13,86 km² de área e sua população em 2019 foi estimada em 12.623 habitantes.